# BMW G20
La BMW G20 è la settima generazione della BMW Serie 3, un'autovettura di segmento D prodotta a partire dal 2019 dalla casa automobilistica tedesca BMW. La versione familiare, denominata Touring, prende la sigla G21.

## Profilo e storia

### Debutto e tecnica
È stata presentata al Salone dell'automobile di Parigi il 2 ottobre 2018.

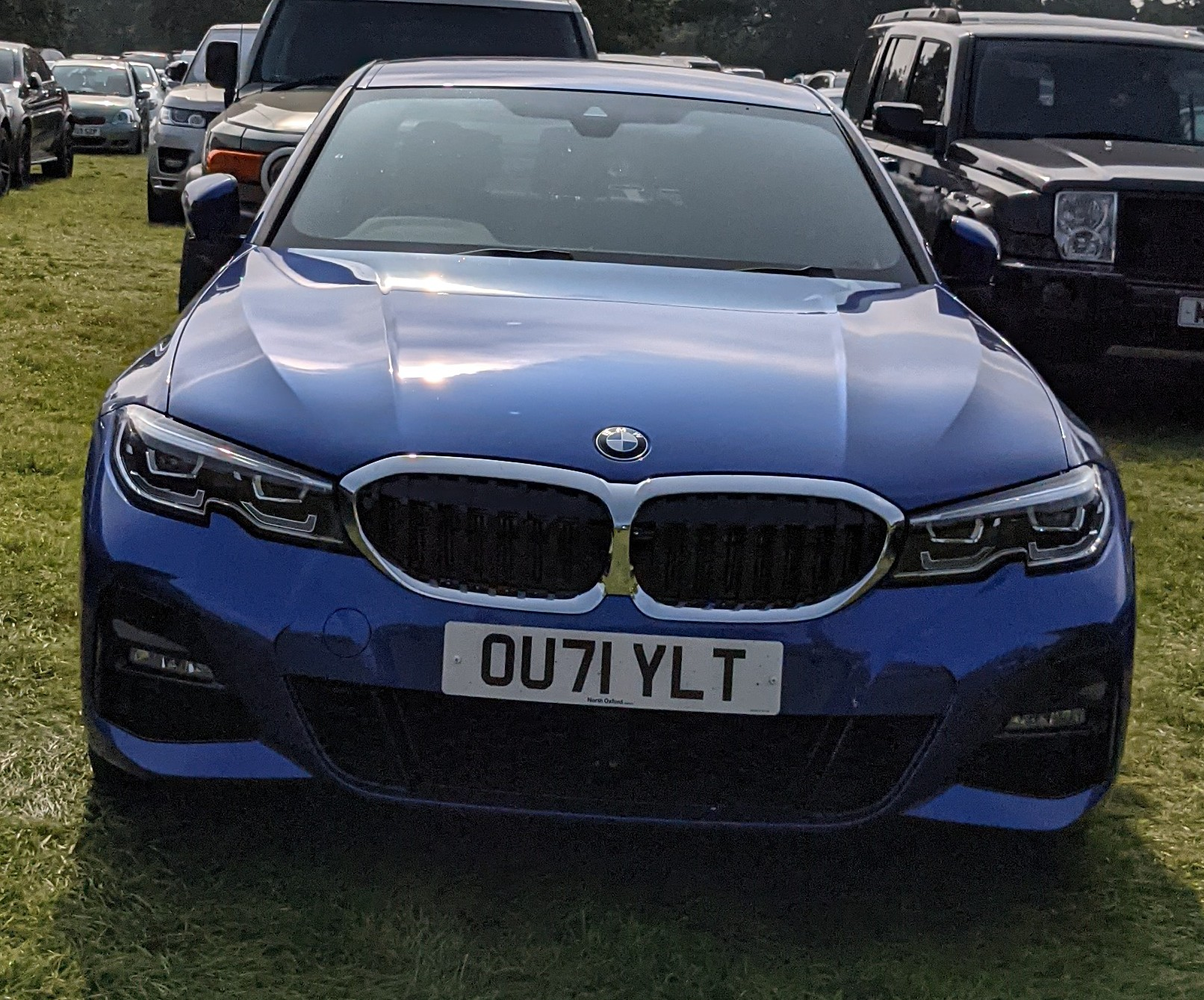
Dettaglio del frontale

Il veicolo si basa sulla piattaforma Cluster Architecture (CLAR), che presenta un maggiore utilizzo di acciaio e alluminio ad alta resistenza rispetto al vecchio modello. Meccanicamente sono presenti sospensione posteriori multi-link, con un sistema di smorzamento
idraulico per assorbire meglio le asperità della strada.
Per migliorare l'efficienza aerodinamica, il sottoscocca è stato carenato, portando il coefficiente di penetrazione aerodinamica della 320d da 0,26 a 0,23 rispetto alla F30. Grazie alla nuova piattaforma, la G20 è più leggera di 55 kg, più lunga di 85 mm e più larga di 16 mm. L'auto mantiene una distribuzione del peso 50%-50% fra assale anteriore e posteriore, con l'aumento del 50% della rigidità torsionale del telaio. La capacità del bagagliaio è identica a quella della F30, pari a 480 litri.

### Design esterno e interno
Stilisticamente furono molte le novità introdotte con questa settima generazione della berlina tedesca. Innanzitutto il frontale era caratterizzato da nuovi gruppi ottici dal nuovo disegno, anche se sempre sdoppiati al loro interno, e con una "tacca" sul lato inferiore come vezzo stilistico, un elemento utilizzato anche da alcuni altri costruttori nello stesso periodo. Tali proiettori sfruttavano la tecnologia laser introdotta per la prima volta alcuni anni prima nella sportiva i8. La calandra vedeva questa volta i due "reni" uniti fra loro e non più separati, mentre il paraurti assumeva un disegno più massiccio e bombato, con nuovi alloggiamenti a forma di T per le luci diurne a led. Lungo la fiancata erano visibili in particolare il disegno del cosiddetto gomito di Hofmeister, che in questo modello venne rielaborato e reso quasi ad effetto tridimensionale, e il disegno della coda con uno spoiler integrato nello sportello del bagagliaio. Posteriormente erano visibili i nuovi gruppo ottici a led, in cui il profilo ad L rimase confinato alla grafica delle luci, mentre l'intero componente in se' assunse una forma più trapezoidale.

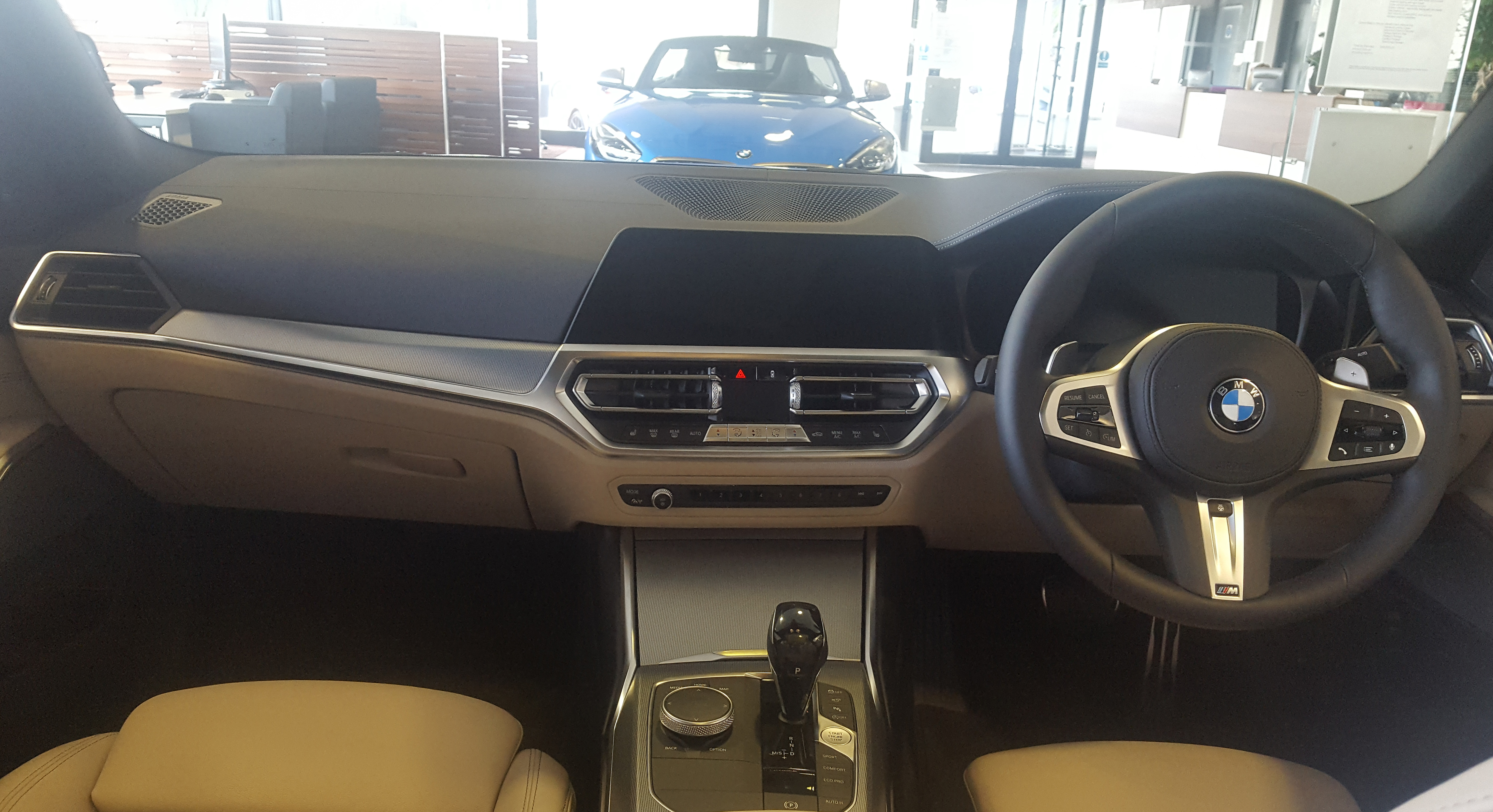
Interni

L'abitacolo risultava leggermente più spazioso, specie in quelle zone, come il divano posteriore, in cui la Serie 3 non aveva mai brillato per confort ed abitabilità. Nuovo il cruscotto digitale costituito da un display in luogo degli strumenti circolari separati presenti nel vecchio modello. Sulla plancia spiccava la povertà di comandi manuali e pulsanti vari, in quanto molti di essi erano stati integrati nella tecnologia touch-screen  presente nell'altro display, quello sulla sommità della console centrale. Presente comunque il comando iDrive, ossia la manopola sul tunnel centrale che consente la gestione del sistema multimediale.

### Struttura, meccanica e motori

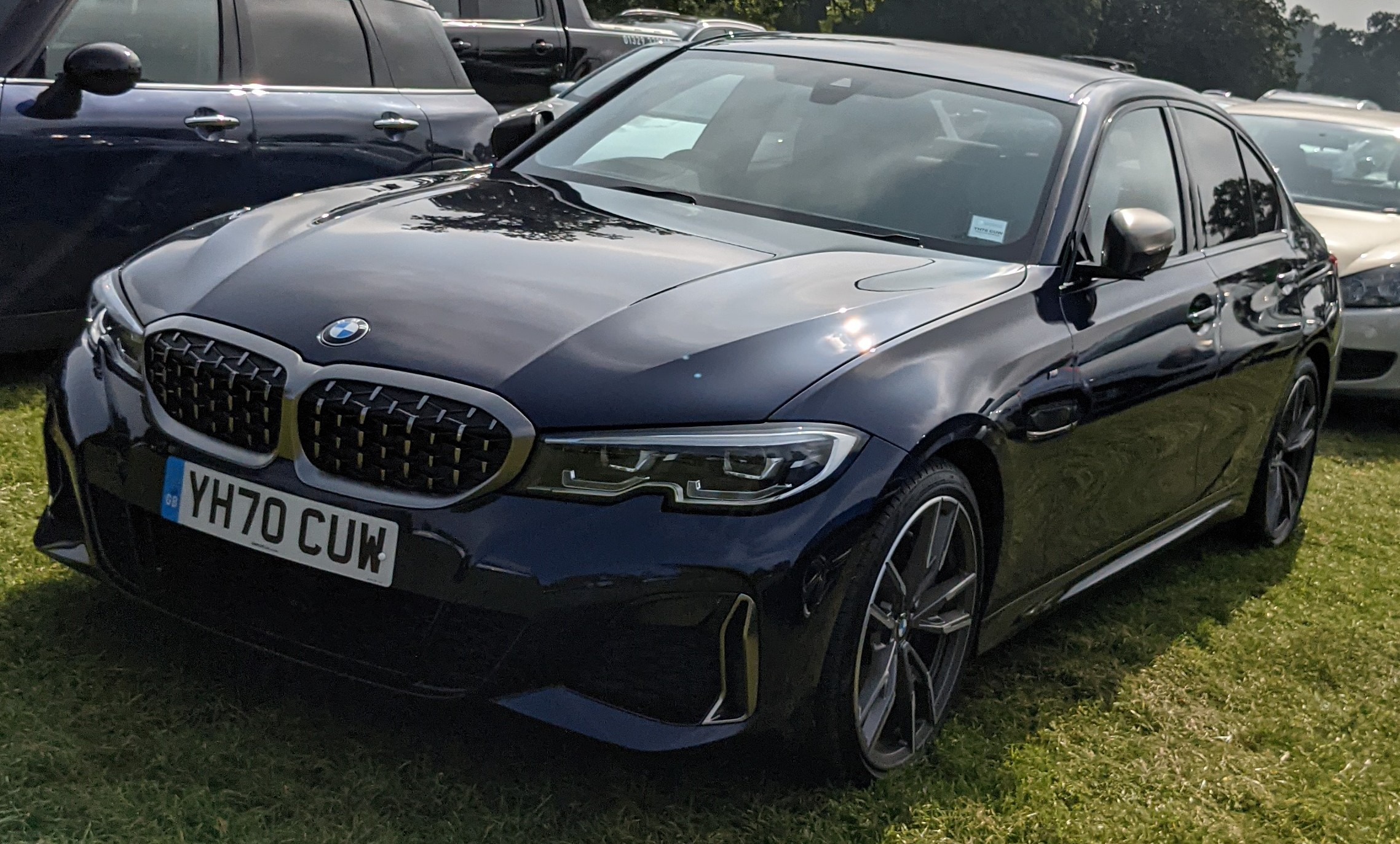
M340i

Le sospensioni, a ruote indipendenti sui due assi e realizzate in lega di alluminio, prevedevano un avantreno a doppio snodo con puntoni di spinta ed un retrotreno multilink a cinque bracci. L'impianto frenante era a quattro dischi autoventilanti con pinze mono pistoncino e sistema di recupero dell'energia cinetica in frenata. Lo sterzo utilizzava una cremagliera a rapporto variabile per adeguare la vettura al tipo di guida.
Al suo debutto, la Serie 3 G20 era prevista in quattro motorizzazioni:
- 330i: motorizzazione a benzina consistente nell'unità B48 da 1998 cm3, sovralimentata mediante turbocompressore ed in grado di erogare fino a 258 CV di potenza massima;
- 320d: motorizzazione a gasolio consistente nell'unità B47 da 1995 cm3 con doppia sovralimentazione di tipo bi-stadio e potenza massima di 190 CV.

La trasmissione avveniva mediante un cambio manuale a 6 rapporti per la 320d, mentre un cambio automatico ad 8 rapporti era previsto invece per la 330i. La trazione era posteriore per entrambi i modelli, ma la 320d poteva essere ordinata anche con trazione integrale xDrive: in questo caso, però, anche per tale versione venne previsto il cambio automatico della 330i.

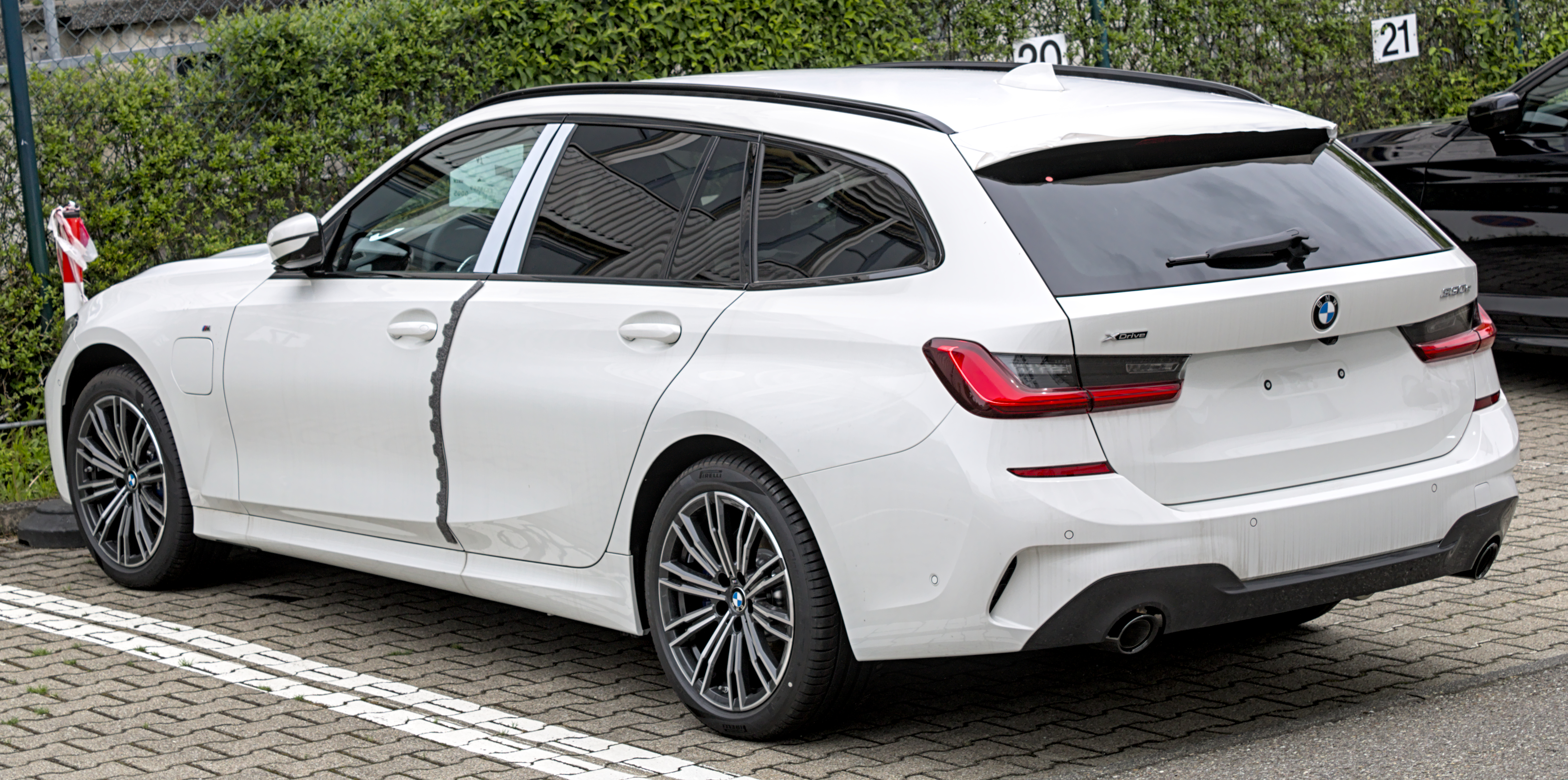
Retro G21 330e Touring

## Evoluzione
Nel marzo del 2019, contestualmente all'avvio della commercializzazione, la gamma si espanse con l'arrivo della 320i, con motore 2 litri da 184 CV, della 318d, simile alla 320d, ma con motore depotenziato a 150 CV, e della 330d, spinta da un 3 litri a gasolio della potenza massima di 265 CV. In estate vi fu un ulteriore ampliamento della gamma con l'arrivo della versione di punta provvisoria, ossia la M340i xDrive, spinta da un 3 litri turbo da 374 CV di potenza massima. Contemporaneamente comparvero le versioni a trazione integrale dei modelli 320i, 330i e 330d, ma anche la versione ibrida denominata 330e, che coniugò i 184 CV del già visto 2 litri a benzina della 320i con la coppia motrice di un'unità elettrica da 68 CV. Nel settembre del 2019 debuttò invece la nuova versione Touring, ossia la versione con carrozzeria station wagon.

### G21Touring

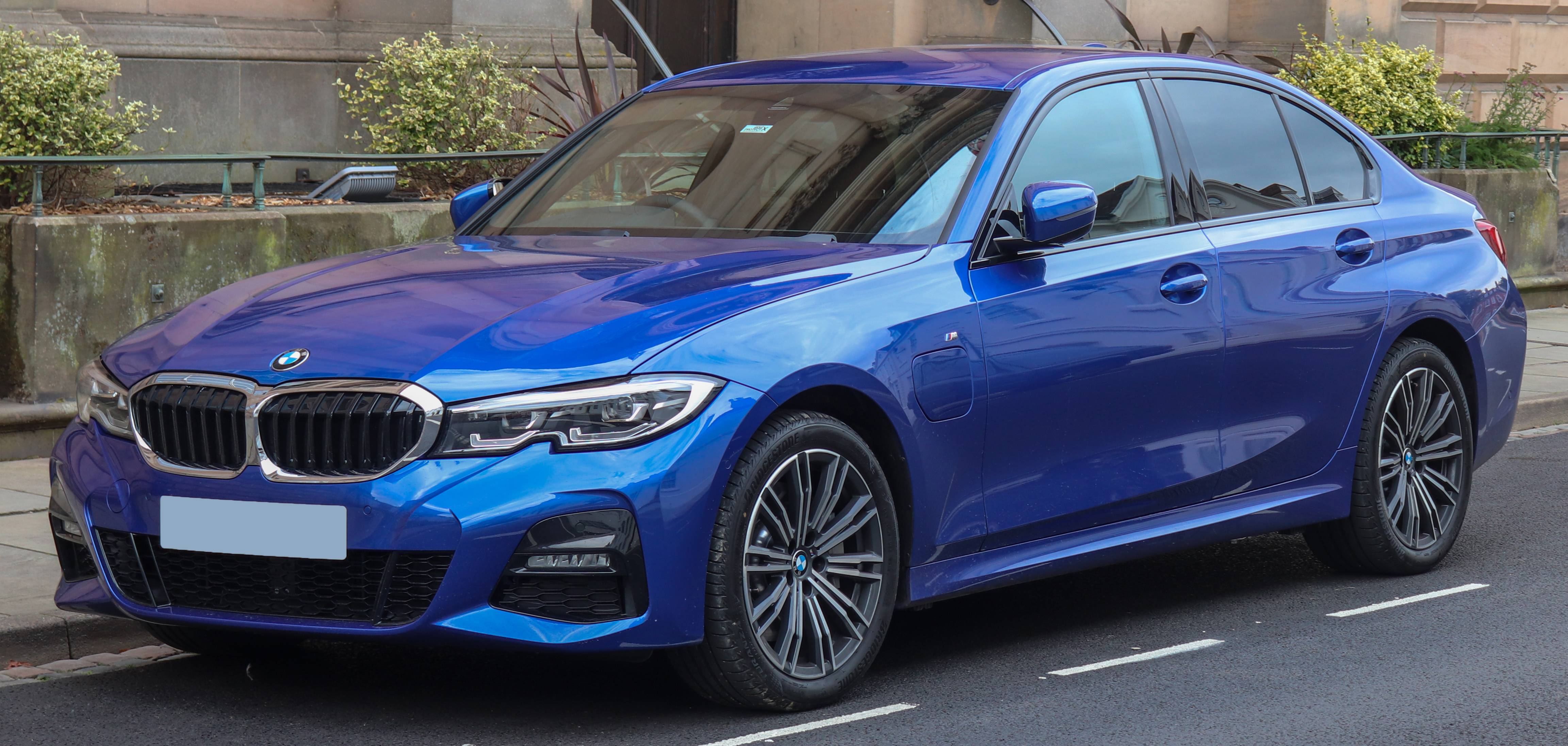
BMW 330e

Ordinabile dal mese di giugno del 2019, la Serie 3 Touring della gamma G21 iniziò ad essere consegnata alla fine del mese di settembre: la parte posteriore venne ridisegnata e ottimizzata nello sfruttamento degli spazi interni rispetto alla precedente station wagon. Così, la volumetria interna del bagagliaio salì a 500 litri (5 litri in più rispetto a prima), ampliabili a 1.510 (10 litri in più rispetto alla precedente F31) mediante l'abbattimento dei sedili posteriori. Tra le novità proposte dalla G21 vi furono anche i binari nel vano bagagli per far scorrere più agevolmente i bagagli pesanti. La gamma motori della Touring fu inizialmente più ridotta rispetto a quella della berlina: nei primi mesi di carriera commerciale furono infatti disponibili solo la 330i, la 320d e la 330d. A parte quest'ultima, le altre due motorizzazioni potevano essere ordinate anche con trazione integrale.

### La versione ibrida

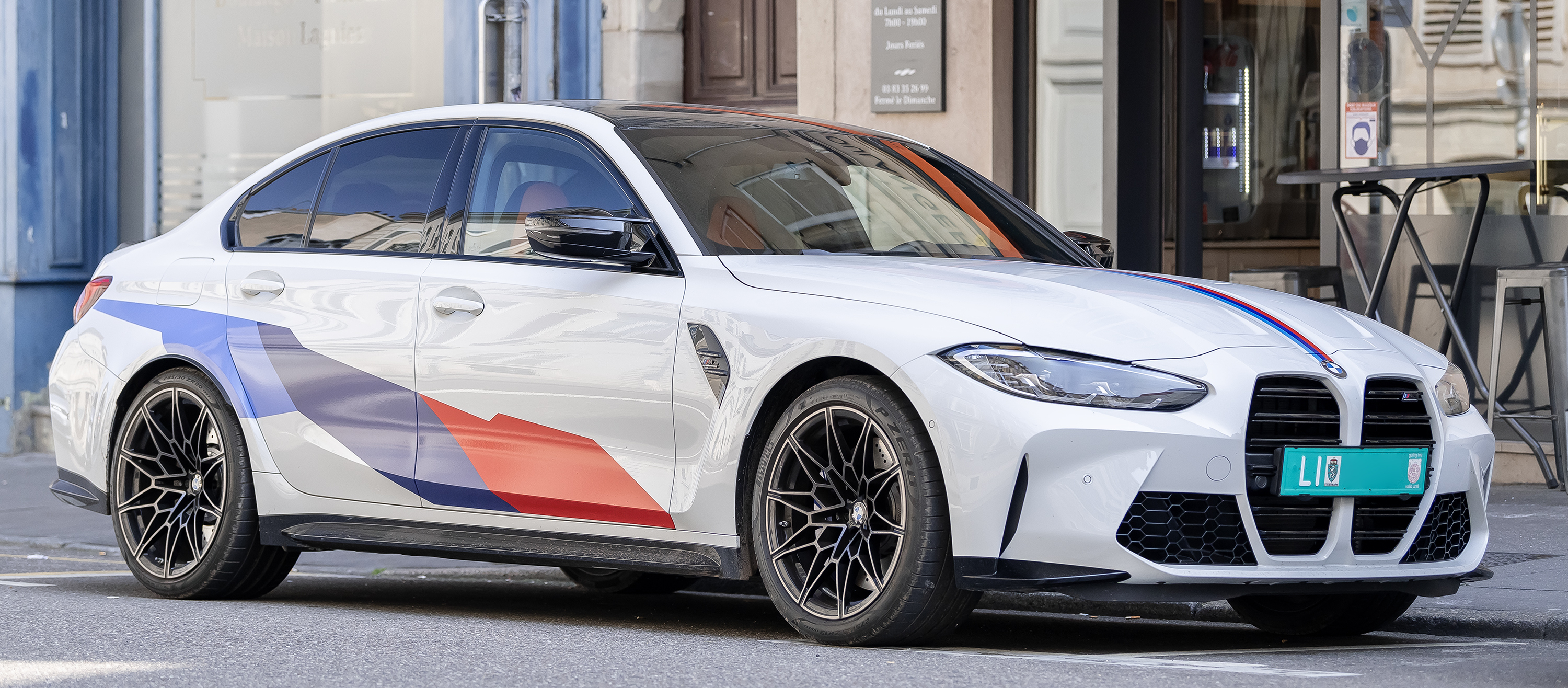
M3 G80 Competition

Presentata al Salone di Ginevra del 2019, la 330e fu la versione ibrida della gamma G20. Tale modello, esternamente identico alle altre berline (non venne prodotto in versione Touring), era invece differente sottopelle, dove al 2 litri turbocompresso della 320i venne accoppiato un motore elettrico da 68 CV di potenza e da 250 Nm di coppia. La potenza massima dell'intero sistema propulsivo era di 252 CV coincideva con la somma delle due potenze massima dei due motori (il 2 litri a benzina erogava sempre 184 CV come nella 320i normale), ma la coppia massima di 420 Nm derivava invece dalla combinazione dei 290 Nm del motore termico (leggermente inferiore rispetto ai 300 Nm della 320i) e dei 250 Nm del motore elettrico. Grazie alla funzione di overboost, premendo a fondo e in maniera decisa il pedale dell'acceleratore, si raggiungono per breve tempo fino a 292 CV di potenza massima. La 330e fu disponibile solo in configurazione a trazione posteriore ma il peso a vuoto era sensibilmente superiore rispetto alla 320i che faceva da base per questo modello ibrido (quasi 3 quintali in più).  La 330e raggiungeva una velocità massima pari a 230 km/h, contro i 240 km/h della 320i che ne faceva da base, ma rispetto a quest'ultima risultava decisamente più scattante, con 5"9 necessari per coprire l'accelerazione da 0 a 100 km/h, contro i 7"1 richiesti dalla 320i. Questo grazie all'apporto del motore elettrico, la cui coppia motrice aiutava molto ai bassi regimi.

### M3 G80
La M3 è stata presentata durante il corso del 2021. Si differenzia dalle altre serie 3, oltre che per la meccanica e le motorizzazioni, anche per il frontale ripreso dalla Serie 4, con il doppio rene BMW verticale.

### Restyling 2022

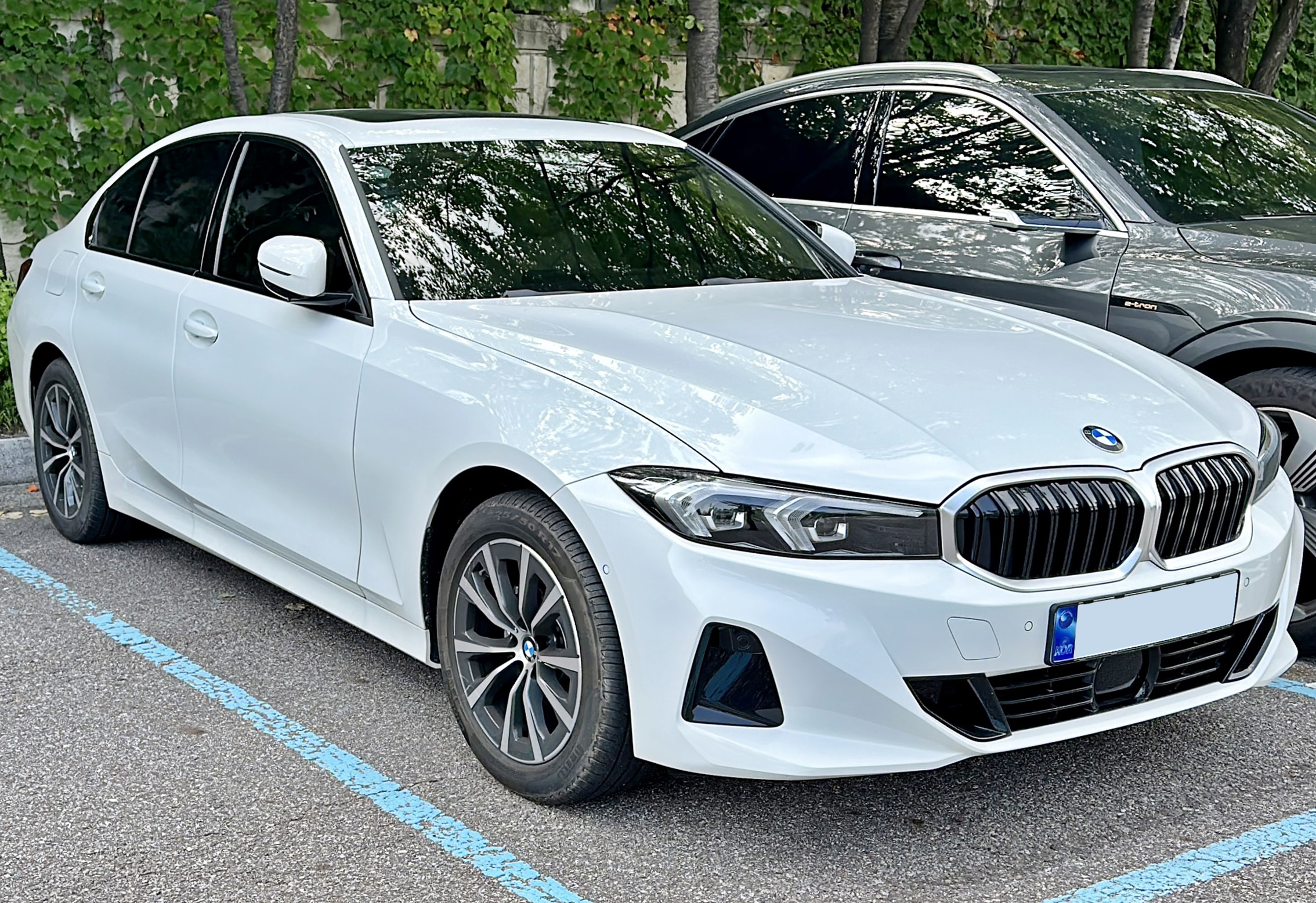
Restyling 2022

Nel maggio 2022 è stato annunciato un restyling. Le modifiche più evidenti sono negli interni che ora sono simili a quelli della BMW iX, nuova leva del cambio, climatizzatore e i suoi vari comandi ora integrati nell'infotainment; aggiunti a questi vi sono delle modifiche negli accoppiamenti delle finiture interne. Nella parte esterna del corpo vettura le modifiche sono principalmente racchiuse nell'anteriore; a cambiare sono i fari: la trama dei gruppi ottici a "ciglio" è ripresa dalla BMW U11 (quelli precedenti avevano una trama ad "L"). Nella parte posteriore seppur minimi vi sono stati dei cambiamenti che hanno interessato i catarifrangenti che da sotto i fari sono stati posizionati ai lati del paraurti.Nel corso del primo semestre del 2024 la vettura è stata sottoposta ad un altro restyling. A cambiare sono gli interni con nuove bocchette del clima e nuovo volante dalla forma più squadrata ripresi dal restyling della Serie 4 avvenuto ad inizio dello stesso anno.

## Riepilogo caratteristiche
Di seguito vengono riepilogate le caratteristiche relative alla gamma della Serie 3 G20 (Berlina) e Serie 3 G21 (Touring) in Europa:
| Modello            | Carrozzeria        | Motore                    | Cilindrata cm³     | Alimentazione                                               | Potenza CV/rpm     | Coppia Nm/rpm      | Trazione           | Cambio/ N° marce                        | Massa a vuoto (kg) | Velocità max       | Acceler. 0–100 km/h | Consumo ciclo combinato (l/100 km) | Emissioni CO2 ciclo combinato (g/km) | Commercia- lizzazione  |
| Versioni a benzina | Versioni a benzina | Versioni a benzina        | Versioni a benzina | Versioni a benzina                                          | Versioni a benzina | Versioni a benzina | Versioni a benzina | Versioni a benzina                      | Versioni a benzina | Versioni a benzina | Versioni a benzina  | Versioni a benzina                 | Versioni a benzina                   | Versioni a benzina     |
| ------------------ | ------------------ | ------------------------- | ------------------ | ----------------------------------------------------------- | ------------------ | ------------------ | ------------------ | --------------------------------------- | ------------------ | ------------------ | ------------------- | ---------------------------------- | ------------------------------------ | ---------------------- |
| 318i               | Berlina            | B48B20                    | 1998               | Iniezione diretta + turbocompressore twin-scroll            | 156/ 4500-6500     | 250/ 1300-4300     | Posteriore         | Automatico 8 rapporti                   | 1500               | 223                | 8"6                 | 6,5                                | 146                                  | dal 01/2020            |
| 318i               | Touring            | B48B20                    | 1998               | Iniezione diretta + turbocompressore twin-scroll            | 156/ 4500-6500     | 250/ 1300-4300     | Posteriore         | Automatico 8 rapporti                   | 1575               | 218                | 8"8                 | 6,8                                | 153                                  | dal 01/2020            |
| 320i               | Berlina            | B48B20                    | 1998               | Iniezione diretta + turbocompressore twin-scroll            | 184/ 4500-6500     | 300/ 1350-4000     | Posteriore         | Automatico 8 rapporti                   | 1515               | 235                | 7"4                 | 6,6                                | 148                                  | dal 03/2019            |
| 320i               | Touring            | B48B20                    | 1998               | Iniezione diretta + turbocompressore twin-scroll            | 184/ 4500-6500     | 300/ 1350-4000     | Posteriore         | Automatico 8 rapporti                   | 1585               | 230                | 7"6                 | 6,9                                | 155                                  | dal 09/2019            |
| 320i xDrive        | Berlina            | B48B20                    | 1998               | Iniezione diretta + turbocompressore twin-scroll            | 184/ 4500-6500     | 300/ 1350-4000     | Integrale          | Automatico 8 rapporti                   | 1.580              | 230                | 7"7                 | 6,8                                | 154                                  | dal 07/2019            |
| 330i               | Berlina            | B48B20                    | 1998               | Iniezione diretta + turbocompressore twin-scroll            | 258/ 4500-6500     | 400/ 1600-4000     | Posteriore         | Automatico 8 rapporti                   | 1500               | 250                | 5"9                 | 6,6                                | 149                                  | dal 10/2018 al 05/2022 |
| 330i               | Berlina            | B48B20                    | 1998               | Iniezione diretta + turbocompressore twin-scroll            | 245/ 4500-6500     | 400/ 1600-4000     | Posteriore         | Automatico 8 rapporti                   | 1515               | 250                | 5"9                 | 6,6                                | 149                                  | dal 05/2022            |
| 330i               | Touring            | B48B20                    | 1998               | Iniezione diretta + turbocompressore twin-scroll            | 258/ 4500-6500     | 400/ 1600-4000     | Posteriore         | Automatico 8 rapporti                   | 1.575              | 250                | 6"1                 | 6,9                                | 156                                  | dal 06/2019 al 05/2022 |
| 330i               | Touring            | B48B20                    | 1998               | Iniezione diretta + turbocompressore twin-scroll            | 245/ 4500-6500     | 400/ 1600-4000     | Posteriore         | Automatico 8 rapporti                   | 1600               | 250                | 6"1                 | 6,9                                | 156                                  | dal 05/2022            |
| 330i xDrive        | Berlina            | B48B20                    | 1998               | Iniezione diretta + turbocompressore twin-scroll            | 258/ 4500-6500     | 400/ 1600-4000     | Integrale          | Automatico 8 rapporti                   | 1.565              | 250                | 5"7                 | 7                                  | 159                                  | dal 05/2019 al 05/2022 |
| 330i xDrive        | Berlina            | B48B20                    | 1998               | Iniezione diretta + turbocompressore twin-scroll            | 245/ 4500-6500     | 400/ 1600-4000     | Integrale          | Automatico 8 rapporti                   | 1585               | 250                | 5"7                 | 7                                  | 159                                  | dal 05/2022            |
| 330i xDrive        | Touring            | B48B20                    | 1998               | Iniezione diretta + turbocompressore twin-scroll            | 258/ 4500-6500     | 400/ 1600-4000     | Integrale          | Automatico 8 rapporti                   | 1.640              | 250                | 6"                  | 7.3                                | 165                                  | dal 06/2019 al 05/2022 |
| 330i xDrive        | Touring            | B48B20                    | 1998               | Iniezione diretta + turbocompressore twin-scroll            | 258/ 4500-6500     | 400/ 1600-4000     | Integrale          | Automatico 8 rapporti                   | 1660               | 250                | 6"                  | 7.3                                | 165                                  | dal 05/2022            |
| M340ixDrive        | Berlina            | B58B30                    | 2998               | Iniezione diretta + turbocompressore twin-scroll            | 374/ 5500-6500     | 500/ 1850-5000     | Integrale          | Automatico 8 rapporti                   | 1725               | 250                | 4"4                 | 7,8                                | 177                                  | dal 05/2019            |
| M340ixDrive        | Touring            | B58B30                    | 2998               | Iniezione diretta + turbocompressore twin-scroll            | 374/ 5500-6500     | 500/ 1850-5000     | Integrale          | Automatico 8 rapporti                   | 1795               | 250                | 4"6                 | 8,1                                | 182                                  | dal 09/2019            |
| Versioni a gasolio |                    |                           |                    |                                                             |                    |                    |                    |                                         |                    |                    |                     |                                    |                                      |                        |
| 316d               | Berlina            | B47D20U1                  | 1995               | Turbodiesel iniezione diretta common rail                   | 122/ 3.750-4000    | 300/ 1.250-2.500   | Posteriore         | Manuale 6 marce / Automatico 8 rapporti | 1540               | 207                | 10"2                | 4,3                                | 113                                  | 03/2021                |
| 318d               | Berlina            | B47D20U1                  | 1995               | Turbodiesel iniezione diretta common rail                   | 150/ 3750-4000     | 320/ 1500-3000     | Posteriore         | Manuale 6 marce / Automatico 8 rapporti | 1.445              | 226                | 8"4                 | 4,5                                | 120                                  | dal 03/2019            |
| 318d               | Touring            | B47D20U1                  | 1995               | Turbodiesel iniezione diretta common rail                   | 150/ 3750-4000     | 320/ 1500-3000     | Posteriore         | Manuale 6 marce / Automatico 8 rapporti | 1.575              | 217                | 8"9                 | 4,5                                | 118                                  | dal 09/2019            |
| 320d               | Berlina            | B47D20TÜ1                 | 1995               | Turbodiesel iniezione diretta common rail                   | 190/4000           | 400/ 1750-2500     | Posteriore         | Manuale 6 marce / Automatico 8 rapporti | 1.450              | 240                | 7"1                 | 4,7                                | 122                                  | dal 10/2018            |
| 320d               | Touring            | B47D20TÜ1                 | 1995               | Turbodiesel iniezione diretta common rail                   | 190/4000           | 400/ 1750-2500     | Posteriore         | Manuale 6 marce / Automatico 8 rapporti | 1.565              | 229                | 7"5                 | 4,6                                | 119                                  | dal 09/2019            |
| 320d xDrive        | Berlina            | B47D20TÜ1                 | 1995               | Turbodiesel iniezione diretta common rail                   | 190/4000           | 400/ 1750-2500     | Integrale          | Automatico 8 rapporti                   | 1.540              | 233                | 6"9                 | 4,8                                | 125                                  | dal 10/2018            |
| 320d xDrive        | Touring            | B47D20TÜ1                 | 1995               | Turbodiesel iniezione diretta common rail                   | 190/4000           | 400/ 1750-2500     | Integrale          | Automatico 8 rapporti                   | 1.660              | 225                | 7"4                 | 4,8                                | 121                                  | dal 09/2019            |
| 330d               | Berlina            | B57D30O0                  | 2993               | Turbodiesel iniezione diretta common rail                   | 265/4000           | 620/ 2000-2500     | Posteriore         | Automatico 8 rapporti                   | 1.590              | 250                | 5"5                 | 5,2                                | 136                                  | dal 03/2019            |
| 330d xDrive        | Berlina            | B57D30O0                  | 2993               | Turbodiesel iniezione diretta common rail                   | 265/4000           | 620/ 2000-2500     | Integrale          | Automatico 8 rapporti                   | 1.660              | 250                | 5"1                 | 5                                  | 134                                  | dal 09/2019            |
| 330d xDrive        | Touring            | B57D30O0                  | 2993               | Turbodiesel iniezione diretta common rail                   | 265/4000           | 620/ 2000-2500     | Integrale          | Automatico 8 rapporti                   | 1.745              | 250                | 5"4                 | 5,4                                | 140                                  | dal 09/2019            |
| Versioni ibride    |                    |                           |                    |                                                             |                    |                    |                    |                                         |                    |                    |                     |                                    |                                      |                        |
| 330e               | Berlina            | B48B20 / motore elettrico | 1998               | Iniezione diretta + turbocompressore twin scroll / batteria | 252                | 420                | Posteriore         | Automatico 8 rapporti                   | 1.740              | 230                | 5"9                 | 1,9                                | 43                                   | dal 07/2019            |